# Северо-Углеуральское городское поселение
Северо-Углеуральское городско́е поселе́ние — упразднённое муниципальное образование в Губахинском муниципальном районе Пермского края России.
Административный центр — рабочий посёлок (пгт) Углеуральский.

## История
Образовано в 2004 году. В соответствии с утверждёнными границами, включило в себя также жилой район Северный города Губахи (однако Росстатом его население (около 6 тысяч человек) продолжало учитываться в составе г. Губахи и Губахинского городского поселения). Упразднено в 2012 году путём объединения с остальными поселениями Губахинского муниципального района в Губахинский городской округ (городской округ «город Губаха»).

## Население
| 2010 | 2012  |
| ---- | ----- |
| 5741 | ↘5532 |

## Населённые пункты
В состав городского поселения входили 4 населённых пункта, в том числе 1 городской (рабочий посёлок) и 3 сельских населённых пункта:
| № | Населённый пункт | Тип населённого пункта | Население    |
| - | ---------------- | ---------------------- | ------------ |
| 1 | Ключи            | посёлок                | ↘13 (2010)   |
| 2 | Парма            | посёлок станции        | ↘310 (2010)  |
| 3 | Углеуральский    | пгт                    | ↘8481 (2023) |
| 4 | Шестаки          | посёлок станции        | ↘66 (2010)   |

### Упразднённые населённые пункты
- В 2005 году упразднена деревня Шестаки[8].